# Coenie Oosthuizen
Pour les articles homonymes, voir Oosthuizen (homonymie).

a Compétitions nationales et continentales officielles uniquement.

b Matchs officiels uniquement.
Dernière mise à jour le 6 août 2024.
Coenie Oosthuizen, né le 22 mars 1989 à Potchefstroom (Afrique du Sud), est un joueur international sud-africain de rugby à XV jouant au poste de pilier droit.

## Biographie

### Carrière en club
Coenie Oosthuizen a commencé sa carrière professionnelle en 2008 avec l'équipe des Free State Cheetahs en Vodacom Cup, et ensuite, il fait également ses débuts en Currie Cup la même année,.
En 2010, il découvre le Super Rugby avec la franchise des Cheetahs, avec qui il disputera un total de six saisons (74 matchs). En 2012, sur les conseils du sélectionneur national Heyneke Meyer, il décide de passer du poste de pilier gauche au poste de pilier droit,.
Il quitte Bloemfontein pour Durban en 2016 en rejoignant la franchise des Sharks en Super Rugby.
Le 13 mai 2019, Coenie Oosthuizen quitte le Super Rugby et part à la découverte de la Premiership anglaise en signant pour trois saisons avec le club des Sale Sharks. Il entre en jeu lors de la finale du Championnat d'Angleterre en 2023 perdue 35-25 face aux Saracens,.
Après quatre saisons en Angleterre, il fait son retour en Afrique du Sud avec les Sharks pour la saison 2023-2024 du United Rugby Championship. Il ne joue qu'une saison avec cette équipe, avant d'être contraint de prendre sa retraite de joueur à l'âge de 35 ans, à la suite de blessures aux cervicales.

### Carrière en équipe nationale
Coenie Oosthuizen a évolué avec l'équipe d'Afrique du Sud des moins de 20 ans lors du championnat du monde junior 2009.
Il est appelé pour la première fois avec l'équipe d'Afrique du Sud en juin 2012. Il obtient sa première cape internationale le 9 juin 2012 à l’occasion d’un test-match contre l'équipe d'Angleterre à Durban.
Il fait partie du groupe sud-africain choisi par Heyneke Meyer pour participer à la coupe du monde 2015 en Angleterre. Il dispute deux matchs de cette compétition, contre le Japon et les États-Unis.

## Statistiques
Coenie Oosthuizen compte 30 capes en équipe d'Afrique du Sud, dont huit en tant que titulaire, depuis le 9 juin 2012 contre l'équipe d'Angleterre à Durban. Il a inscrit quatre essais (20 points).
Il participe à une édition de la coupe du monde, en 2015, édition où son équipe termine à la troisième place. Il participe à deux rencontres, dont aucune comme titulaire.
Il participe à trois éditions du Rugby Championship en 2012, 2013 et 2017. Il dispute dix rencontres dans cette compétition.

## Palmarès
- Finaliste du Championnat d'Angleterre en 2023 avec les Sale Sharks.